# 黄启章
黄启章（1922年1月—），台湾彰化人，中华人民共和国医生、政治人物，大连市政协原副主席，第五、六、七、八届全国政协委员。